# Косіор Йосип Вікентійович
Йо́сип Віке́нтійович Косіо́р (12 лютого 1893, місто Венгрув Седлецької губернії, тепер Мазовецького воєводства, Польща — 3 липня 1937, санаторій «Барвиха» Московської області, тепер Російська Федерація) — радянський державний та господарський діяч, голова правління тресту «Південьсталь», заступник голови ВРНГ СРСР, уповноважений РНК СРСР та наркоматів СРСР по Далекосхідному краю. Кандидат у члени ЦК ВКП(б) у 1925—1927 роках. Член ЦК ВКП(б) у 1927—1937 роках. 

## Життєпис
Народився в багатодітній родині бідного селянина. Брати — Станіслав (1889—1939), Владислав (1891—1938), Казимир (1896—1938) і Михайло, а також сестра Софія. У 1897 році родина Косіорів переїхала до Донбасу, в місто Сулин, де батько почав працювати на Сулинському металургійному заводі — спочатку чорноробом у домни, потім газівником.
У 1905 році закінчив трикласну початкову школу при Сулинському металургійному заводі на залізничній станції Сулин Області Війська Донського.
У липні 1905 — січні 1906 року — посильний в селищі при Сулинському металургійному заводі.
У січні 1906 — червні 1907 року — посильний у майстра доменних печей Юр'ївського металургійного заводу на станції Алчевська Катеринославської залізниці.
З червня по липень 1907 року перебував у Луганській в'язниці за революційну діяльність. Був звільнений з ув'язнення як неповнолітній та за відсутністю доказів.
У липні 1907 — січні 1909 року — наймитував і працював на різних роботах на станції Алчевській.
Член РСДРП(б) з липня 1908 року. У 1908 році був організатором Юр'ївського підрайону під псевдонімом «Николай».
У січні — травні 1909 року — котлочист Кадіївського металургійного заводу на станції Алмазна Катеринославської залізниці. У 1909 році — секретар Алмазно-Юр'ївський комітет РСДРП.
Вночі напередодні 1 травня 1910 року поліція оточила завод і робітниче селище, провела обшуки і до ранку заарештувала 50 осіб, в тому числі Йосипа Косіора і його найближчих товаришів. З травня 1909 по листопад 1910 року — політичний в'язень у в'язницях Луганська та Катеринослава.
У 1910 році засуджений на вічне поселення до Сибіру та висланий в Єнісейську губернію, куди прибув у вересні 1911 року. До лютого 1916 року — на поселенні в Пінчуговській волості та в селі Покатей (Покатьєво) Шелаєвської волості Канського повіту Єнісейської губернії. На засланні не припиняв політичної роботи, підтримував зв'язок з партійними організаціями Росії, водночас і далі навчався, багато читав.
У лютому 1916 році йому вдалося втекти із заслання і оселитися в місті Іркутську. З лютого 1916 по лютий 1917 року — робітник-шкіряник на шкіряному заводі Бурят-Монгольського товариства в Іркутську.
Був одним з активних організаторів більшовицького підпілля Іркутська. У 1917 році після придушення страйку Йосип Косіор був змушений покинути Іркутськ і переїхати до Москви.
У лютому — жовтні 1917 року — агітатор-організатор Московського комітету РСДРП(б) у Москві. Обирався членом виконавчого комітету Московської ради від Замоскворіччя.
З жовтня по листопад 1917 року — голова Замоскворецького військово-революційного комітету Москви. У листопаді 1917 — вересні 1918 року — голова Замоскворецької районної ради міста Москви, військовий комісар військового комісаріату в Москві.
У вересні — грудні 1918 року — військовий комісар особливого загону Ратайського 8-ї армії Південного фронту РСЧА. У грудні 1918 — травні 1919 року — військовий комісар 12-ї дивізії 8-ї армії Південного фронту РСЧА.
З 17 квітня по 2 жовтня 1919 року — член Революційної військової ради (РВР) 13-ї армії Південного фронту, одночасно з 24 квітня по 2 жовтня 1919 року — член Революційної військової ради (РВР) 8-ї армії Південного фронту.
У жовтні 1919 — квітні 1920 року — помічник командувача 8-ї армії із адміністративної частини.
24 березня — серпень 1920 року — командувач 8-ї Кавказької армії праці в місті Грозному. Одночасно з квітня по серпень 1920 року — голова Центрального нафтового управління Головнафтокому Вищої ради народного господарства Російської РФСР.
З 25 серпня по 23 жовтня 1920 року — член Революційної військової ради (РВР) 9-ї армії Північно-Кавказького фронту. Керував операціями на Кубані проти десанту врангелівського генерала Улагая в районах станиць Ново-Миколаївської та Ново-Нижньостебліївській. За мужність, виявлену в розгромі опорного пункту Улагая, Йосип Косіор був нагороджений вищою на той момент військовою нагородою — орденом Червоного Прапора. З жовтня по листопад 1920 року — член Революційної військової ради (РВР) групи військ Таганрозького напрямку на Південному фронті проти барона Врангеля. У боях Йосип Косіор був серйозно поранений.
У листопаді 1920 — квітні 1922 року — командувач 8-ї Кавказької армії праці в місті Грозному. Одночасно з 16 січня 1921 по травень 1922 року — голова Центрального нафтового управління Головнафтокому Вищої ради народного господарства Російської РФСР.
З 14 листопада 1920 по 29 січня 1921 році був членом Реввійськради Туркестанського фронту, але в Ташкент так і не виїхав і до виконання обов'язків не приступив. У 1922 році вступив до Московської гірничої академії, але незабаром залишив навчання.
У травні 1922 — серпні 1926 року — начальник тресту «Грознафта» в місті Грозному.
З 9 червня 1926 по 15 жовтня 1927 року — голова правління металургійного тресту «Південьсталь» у місті Харкові, що об'єднував 14 заводів Донбасу.
Потім — начальник «Південсхідпалива», уповноважений Головного паливного комітету по Північно-Кавказькому краю. У 1930 році — голова правління тресту «Східсталь».
До 5 січня 1932 року — заступник голови Вищої ради народного господарства СРСР, курирував нафтову галузь і металургію.
У 1931—1933 роках — начальник Головного управління паливної промисловості Вищої ради народного господарства СРСР (Народного комісаріату важкої промисловості СРСР).
Одночасно у 1932 — грудні 1933 року — заступник народного комісара важкої промисловості СРСР.
У грудні 1933 — 3 липня 1937 року — уповноважений ЦК ВКП(б), Ради народних комісарів СРСР, Народного комісаріату важкої промисловості і Народного комісаріату шляхів сполучення по Далекосхідному краю у місті Хабаровську.
Помер 3 липня 1937 року в санаторії «Барвиха» Московської області (біля Москви). Похований в колумбарії Новодівочого цвинтаря Москви.

## Нагороди
- орден Леніна (31.03.1931)
- орден Червоного Прапора (1920)
- орден Трудового Червоного Прапора
- медалі